# Ah Da
Xu Jingda (chinois simplifié : 徐景达 ; pinyin : xú jǐngdá), né en 1934 à Kunshan dans la province du Jiangsu et mort en 1987, connu sous son surnom de Ah Da aussi écrit A. Da (chinois simplifié : 阿达 ; pinyin : ādá) est un réalisateur de cinéma d'animation et caricaturiste chinois ayant travaillé aux Studios d'art de Shanghai.

## Biographie
Né dans le Jiangsu, il passe en 1951 un examen de film d'animation à Suzhou, il rentre l'année suivante dans la section animation de l'école de cinéma de Pékin.
Il est sans doute l'animateur chinois le plus connu à l'étranger grâce à son immense talent mais aussi parce qu'il parle parfaitement l'anglais appris dans son enfance.

## Filmographie
Non exhaustive.

### Long métrage
- 1980 - Le prince Nezha triomphe du roi Dragon : dessin animé couleur, co-réalisé avec Wang Shuchen.

### Courts métrages
- 1980 - Les singes pêchent la lune : de Zhou Keqin (directeur artistique)
- 1980 - Les trois moines : dessin animé couleur, 20 minutes.
- 1983 - La fontaine aux papillons (蝴蝶泉 húdié quán) : dessin animé couleur, 25 minutes
- 1984 - Trente-six caractères chinois
- 1984 - Les Vagabondages de San Mao
- 1986 - Supersoap (Supersavon) (dessin animé couleur, 6 minutes)
- 1987 - Academy Leader Variations (animation, 6 minutes)..